# Princess Charlotte Bay
Princess Charlotte Bay är en vik i Australien. Den ligger i delstaten Queensland, omkring 1 700 kilometer nordväst om delstatshuvudstaden Brisbane.